# Tache angulaire du concombre

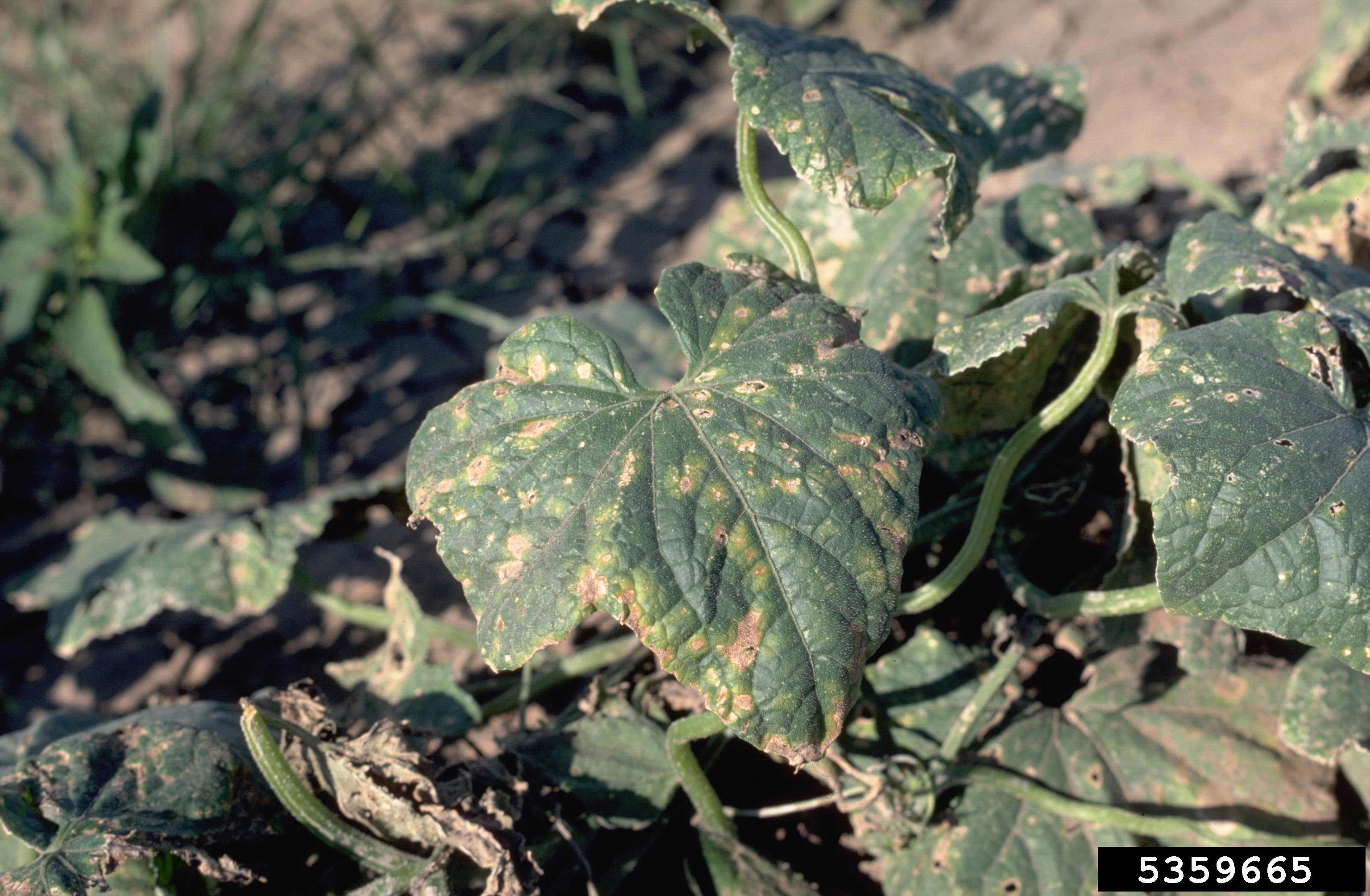
Pied de concombre atteint par la maladie de la tache angulaire.

La tache angulaire du concombre est une maladie bactérienne largement répandue dans le monde qui infecte les cultures de concombres (Cucumis sativa) et d'autres espèces de Cucurbitaceae. L'agent causal est une espèce de bactéries endophytes à gram négatif, Pseudomonas syringae pv. lachrymans (synonyme : Pseudomonas amygdali pv. lachrymans) de la famille des Pseudomonadaceae. C'est la maladie bactérienne la plus fréquente chez les Cucurbitacées. Elle se manifeste par des taches foliaires qui tendent à devenir angulaires sur les feuilles âgées et des taches circulaire noirâtres sur les fruits qui peuvent entraîner des phénomènes de pourriture. 
Ces symptômes peuvent être confondus avec ceux du mildiou des Cucurbitacées (Pseudoperonospora cubensis).